# 洪鈁
洪 鈁（こう ほう、繁体字: 洪鈁; 簡体字: 洪钫; 拼音: Hóng Fāng; ウェード式: Hung Fang、生没年不詳）は、中華民国の政治家。別号は励力。満州民族。盛京将軍管轄区奉天府（現在の撫順県）の人。

## 事績
1941年（民国30年）4月、遼寧省政府主任秘書に任命されたが（省政府主席は万福麟）、当時は満州国が存在していたために同省政府は名目のみであった。1945年（民国34年）10月、洪鈁は松江省政府秘書長に起用された（当時の省政府主席は関吉玉）。1947年（民国36年）11月、関の省政府主席退任の後を受けて暫時代理を翌1948年（民国37年）4月まで務めた（後任は周福成）。同年、行憲国民大会辺境民族代表に選出されている。以後、洪鈁の行方は不明である。

## 注
1. ↑  劉国銘主編（2005）、1641頁。